# Дирофиляриоз
Дирофилярио́з (dirofilariasis, от лат. «diro, filum» — «злая нить») — заболевание, вызываемое паразитированием нематоды рода Dirofilaria в организме человека. Это гельминтоз, характеризующийся медленным развитием и длительным хроническим течением. Данная нозология относится к группе забытых болезней.
Заражение человека происходит трансмиссивным путём через укусы кровососущих комаров, заражённых инвазионными личинками дирофилярий. Источником заражения комаров обычно являются инвазированные домашние собаки, а также кошки, реже дикие животные.
Проблема дирофиляриоза обусловлена широкой циркуляцией возбудителя в природной среде и отсутствием надлежащих мер по выявлению и дегельминтизации заражённых животных — облигатных дефинитивных хозяев (домашних собак и кошек). Истинная заболеваемость людей дирофиляриозом неизвестна, так как не ведётся её официальная регистрация. Вследствие недостаточной информированности врачей дирофиляриоз часто проходит под различными диагнозами непаразитарной этиологии.

## История изучения
Вероятно, впервые дирофиляриоз у человека был описан в 1566 году, когда португальский врач Амато Лузитано (1511—1568) описал в своём сочинении «Curationum medicinalium Centuria septima» необычный случай удаления червя из глаза трёхлетней девочки. Основываясь на описании, данном Лузитано, локализации червя и эндемичности региона (юг Франции), можно с большой степенью вероятности предположить, что это был червь вида Dirofilaria repens. Схожий случай вскоре был описан итальянским учёным Улиссом Альдрованди в книге «De animalibus insectis» (1602).
В 1867 году в Палермо в Италии врачом Анджело Пасе паразит был обнаружен в кисте верхнего века девятилетнего мальчика.
В России первый случай дирофиляриоза был описан в 1915 году в Екатеринодаре Владыченским А. П., который извлёк червя из опухоли между внутренней стенкой орбиты и глазным яблоком.
Систематическое изучение заболевания началось после 1930 года, когда основоположник советской гельминтологической школы К. И. Скрябин с учениками подробно описали случай инвазии с поражением нижнего века:

У 27-летней женщины, жительницы г. Харькова, на нижнем веке правого глаза была опухоль величиною с косточку вишни. Хирург удалил её, и при разрезе опухоли была замечена нематода (глист), оказавшаяся при изучении самцом D. repens— Скрябин К. И.

## Этиология
Возбудитель дирофиляриоза относится к классу круглых червей Nematoda, отряду Spirurina, подотряду Spiruromorpha, семейству Filarioidea, роду Dirofilaria. Всего описано несколько видов червей, из которых наибольшее распространение имеют D. repens, D. immitis. Именно ими вызывается абсолютное большинство случаев заболевания человека, поэтому ниже будут описываться болезнь, вызываемая этими двумя видами паразитов.
Возбудители инвазии D. repens и D. immitis являются облигатными паразитами плотоядных семейств Псовых и Кошачьих. D. tenuis поражает енотов, D. ursi встречается у бурых медведей и амурского тигра, D. subdermata поражает дикобразов, D. lutrae и D. spectans североамериканскую и бразильскую выдр соответственно, D. striata — диких американских кошек.

### Dirofilaria repens
Также в различных источниках встречаются синонимы D. repens: Filaria palpebralis Pace, 1867; F. peritonaei Babes, 1880; F. conjunctivae Addario, 1885; Loa extraocularis Skrjabm, 1917; D. acutiuscula (Molin, 1858; Chitwood, 1935); Dirofilaria sp. Kotlan, 1951
Распространённые возбудители инвазии D. repens и D. immitis являются облигатными паразитами плотоядных семейств Псовых и Кошачьих.

#### СамкаD. repens
Тело сужено к концам. Кутикула белая с чёткой продольной и нежной поперечной исчерченностью. Рот простой, ротовая капсула рудиментарна. Длина тела 140—150 мм, ширина 0,447- 0,552 мм. Пищевод — 1,05-1,53 мм, передняя мускульная часть 0,49-0,54 мм. Пищевод отделён от кишечника тремя маленькими клапанами. Нервное кольцо расположено на расстоянии 0,305-0,368 мм от головного конца. Цервикальные сосочки и экскреторное отверстие не обнаружены. Вульва окаймлена слегка выступающими губами и расположена на расстоянии 1,84-1,92 мм от головного конца. Вагина длинная, около 3,42 мм. У некоторых экземпляров паразитов вагина и яйцеводы описывают многочисленные петли, которые тянутся сначала вперёд, затем заворачиваются назад и соединяются с матками, занимающими почти всю полость тела. Скрученные яичники расположены в заднем отделе тела. Кишечник тонкий, более или менее прямой. Анус расположен почти терминально. Хвост с тупым кончиком, слегка загнут вентрально.

#### СамецD. repens
Длина тела 58 мм, максимальная ширина 0,41 мм. Ширина тела в области конца пищевода доходит до 0,38 мм, а на уровне клоаки — 0,36 мм. Длина пищевода достигает 1,74 мм. Нервное кольцо отстоит от головного конца на расстоянии 0,26 мм. Позади нервного кольца, на расстоянии 0,34 мм от головного конца, располагаются шейные сосочки. На голове нет никаких орнаментаций, заметны лишь выступающие субмедианные головные сосочки (4 шт.). Хвостовой конец тупо закруглён. Отверстие клоаки отстоит от хвостового конца на 0,38 мм. Половые сосочки асимметричны: с правой стороны заметны 4 крупных преанальных сосочка и два постанальных 0,448 мм длины. Проксимальный конец левой спикулы имеет ширину 0,0312 мм; постепенно спикула суживается и приобретает желобовидную форму. На расстоянии 0,214 мм от проксимального конца спикула расщепляется как бы на 2 отдела, соединённые друг с другом мембраной, которые вскоре снова соединяются воедино. Дистальный конец левой спикулы заострён. Правая толстая и короткая спикула достигает 0,176 мм длины при максимальной ширине 0,0273 мм. Она имеет форму жёлоба, постепенно утончающегося по направлению к заду. Дистальный её конец тупо закруглён.

#### Микрофилярии
Микрофилярии без чехлика, передний конец их тупой, задний заострённый, нитевидный. Ядерный столбик не доходит до конца тела. Длина микрофилярии (по Lent, Freitas, 1937) 0,30-0,36 мм, ширина 0,006-0,008 мм. Размеры окрашенных по Giemsa микрофилярий, обнаруженных в крови собак Шри Ланки, составляют 0,290±0,015 × 0,006-0,002 мм, по другим авторам их размеры — 0,200-0,360 × 0,005-0,008 мм.

### Dirofilaria immitis
Длина тела половозрелой самки составляет 180—300 мм, самца 100—110 мм.

## Эпидемиология
Дирофилярии развиваются с двойной сменой хозяев. Половозрелые оплодотворённые самки рожают в кровь дефинитивного хозяина микрофилярии, которые, не изменяясь морфологически, циркулируют в кровеносной системе до 2,5 лет или до того момента, когда попадут к кровососущему насекомому, при этом сначала микрофилярии попадают с кровью в кишечник комара, затем они мигрируют в полость тела и развиваются до инвазионной стадии (L 3) в мальпигиевых сосудах.
Личинки L 3 концентрируются в головном отделе и нижней губе насекомого, при последующем кровососании они активно внедряются в кожу млекопитающего и продолжают развиваться до половозрелой стадии.

### Эпидемический процесс

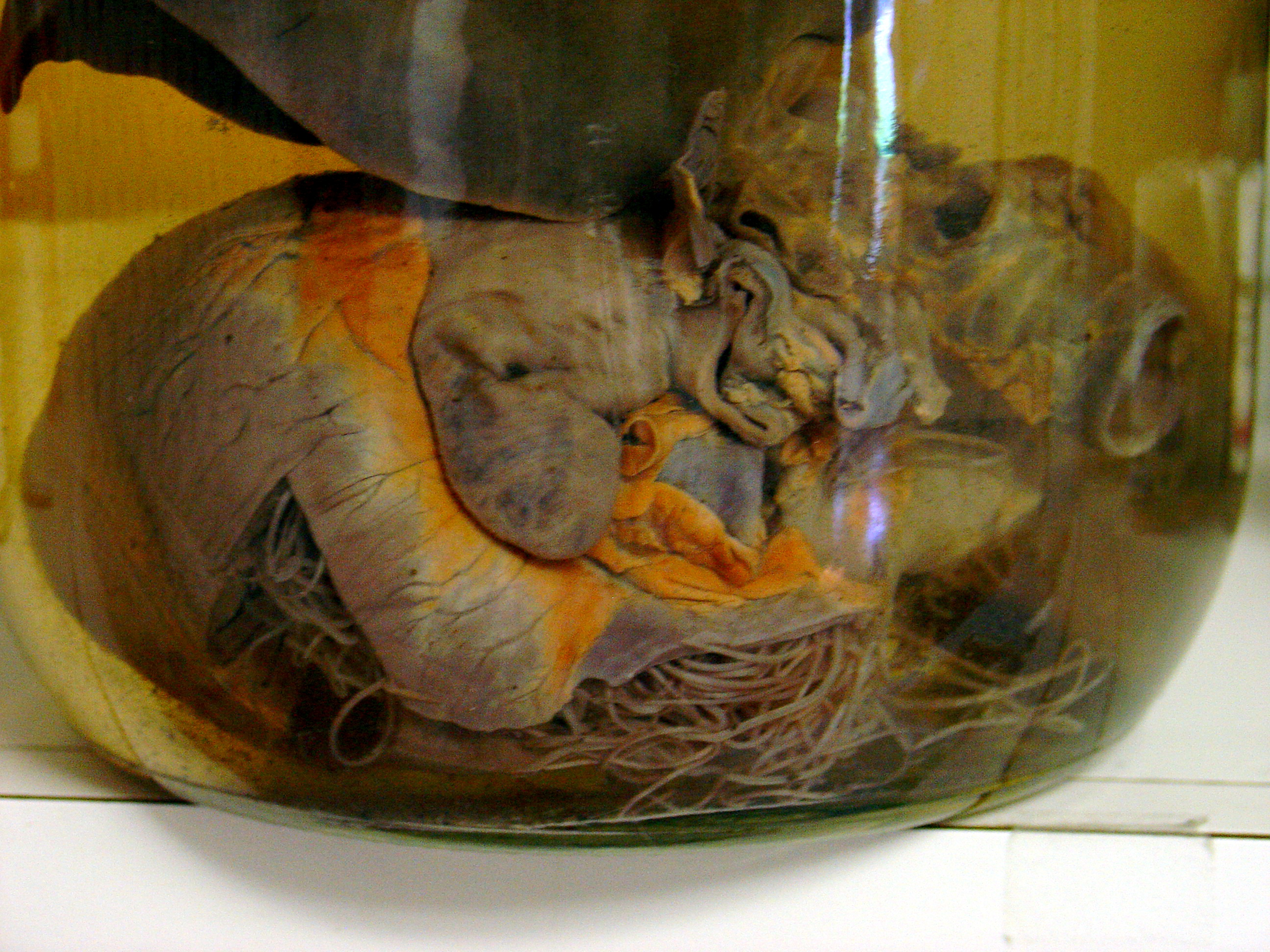
D. immitis в сердце собаки

В настоящее время человека уже нельзя считать случайным хозяином, а с точки зрения жизненного цикла паразита — «биологическим тупиком». Существуют научные факты обнаружения микрофилярий у людей в пунктате подкожной опухоли и в гистологических срезах. Эти данные служат доказательством того, что возбудитель достигает половой зрелости в организме факультативного хозяина. Диагностическое значение имеет обнаружение личинок в вагине самок, что свидетельствует о присутствии в организме особей обоих полов, следовательно, в крови могут быть обнаружены микрофилярии. Поэтому при наличии у больных специфической симптоматики рекомендуется исследовать на микрофиляриемию. Таким образом, человек может быть реальным источником заражения переносчика.
При близком расположении к органам зрения микрофилярмия проявляется как ломанные линии (мёртвые микрофиллярии) или нитевидные «клубки» (живые микрофиллярии) в стекловидном теле глаза. Часто больной может отчётливо различать подобные элементы на фоне светлых объектов — например, на фоне потолка, однотонной стены, неба или снега.
Выявлено несколько факторов, влияющих на риск заражения паразитом:
- Раса — по данным американских исследований у представителей европеоидной расы инвазия обнаруживается на 95 % чаще, чем у представителей негроидной расы. Тем не менее ввиду отсутствия логических причин объяснения этого явления с большой степенью уверенности можно предположить, что это цифра связана лишь с частотой диагностирования, а не с пропорциями реального поражения гельминтами: люди европейского происхождения внимательнее относятся к своему здоровью и чаще подвергаются медицинскому обследованию[6][8].
- Возраст — в общем случае заболеванию подвержены взрослые люди среднего возраста, проживающие в эндемичных для паразита районах.
  - D. immitis — подавляющее большинство случаев обнаружения приходится на взрослых 50—60 лет. Впрочем, как и в случае с расой, предполагается смещение отбора из-за того, что люди в этом возрасте намного чаще делают рентгенографию грудной клетки, основываясь на долгом стаже курильщика и повышенном интересе к возможности возникновения злокачественных опухолей. Минимальный возраст обнаружения поражения лёгкого в результате инвазии D. immitis составляет 8 лет[6].
  - D. repens — также чаще обнаруживается у взрослых, достигая пика в возрасте 40—49 лет. Исключением является Шри-Ланка, где наиболее подвержены заражению дети до 9 лет, а минимальный возраст, в котором обнаружилась D. repens составил 4 месяца. Подобное исключение объясняется местным обычаем, позволяющим детям ходить голыми ниже пояса или не носить одежду вовсе. Теория подтверждается медицинским фактом, что у большинства детей, поражённых гельминтом на Шри-Ланке червь локализуется в области мошонки, полового члена и промежности[6]
  - В России дирофиляриоз выявляется среди лиц самых разных возрастных групп — от 3 до 75 лет. Максимум пациентов приходится на возраст 30-39 лет, однако существенных различий по возрастной заболеваемости (кроме явного минимума в группе 1—9 лет) не наблюдается[7].
- Пол — обнаружен ряд закономерностей о числе заболевания в зависимости от пола человека. Число случаев обнаружения D. immitis у американских пациентов-мужчин вдвое превышает число обнаружений у пациентов-женщин. А при поражении D. repens наоборот, женщины составляют 55 % от общего числа больных[6][8]. В России лица женского пола составляют 64,6 % от числа инвазированных[7].

Обычно человек заражается при проведении сельскохозяйственных работ, во время отдыха на природе — дача, рыбалка, охота, туризм и в других местах, где есть значительные популяции комаров и заражённые животные.

Частота нападения комаров на человека зависит от степени их активности и численности, а также связи комаров с жилищем человека. Если населённые пункты находятся в пределах дальности полёта комаров от мест их выплода, то вероятность нападения природной популяции комаров на человека и домашних собак резко возрастает, что увеличивает возможность передачи инвазии человеку и вовлечение его в эпидемический процесс.
Комар является основным, но не единственным распространителем заболевания: описаны единичные случаи инвазии после укусов клещей, слепней, вшей и блох.

### Распространение заболевания
Дирофиляриоз характеризуется очаговым распространением. Очаги инвазии с местной передачей в зоне умеренного климата выявлены вплоть до 55-57 °с. ш., хотя ещё пару десятилетий назад северной границей заболевания считалась широта 53-54°с.ш..
Виды червей по планете распределены неравномерно. В Северной Америке большинство случаев заболевания человека связано с D. immitis. Кроме того, на этой территории отмечены редкие случаи поражения D. ursi (10 случаев), D. tenuis (3 случая) и единичные случаи инвазии D. striata и D. lutrae (случай не вполне подтверждён). Также D. immitis встречается в Южной Европе, Бразилии, Индии, странах Африки и в Австралии.
Однако в целом в мире доминируют случаи, вызванные D. repens, которые встречаются в Южной и Восточной Европе, Малой Азии, Центральной Азии и на Шри-Ланке. В Америке, Японии и Австралии случаи поражения D. repens не встречались
Таким образом, ряд стран Южной Европы (Испания, Франция, Италия) эндемичен сразу к обоим видам паразита.
Было описано несколько случаев заболевания в странах Северной Европы, но все они возникали после поездок больных в эндемичные регионы. Аналогично встречались привезённые случаи D. repens в США, Канаде, Японии и Австралии.
В Бразилии описан единичный случай поражения D. spectans.
В странах СНГ и бывшего СССР встречается только подкожный дирофиляриоз из-за инвазии D.  repens, который распространён среди жителей Казахстана, Узбекистана, Туркменистана, Грузии, Армении, Украины, Белоруссии и России.

### Частота заболеваний
Последние годы наблюдается тенденция к резкому увеличению случаев заражения. Если до середины XX века было диагностировано лишь несколько десятков случаев дирофиляриоза, то за вторую половину века их число резко возросло. За период с 1995 по 2000 годы было выявлено 372 новых случая заражения в 25 странах мира, а к 2003 году общее количество выявленных случаев инвазирования D.repens составило уже 782 человека и на территории 37 государств.
В России и странах СНГ за период 1956—1995 годов инвазия D. repens была выявлена у 91 человека, однако за 1996—2001 года только в России выявлено 152 случая дирофиляриоза, главным образом у жителей эндемичных территорий юга страны. Тем не менее, данные по российским случаям выявления болезни не являются вполне достоверными, так как дирофиляриоз не входит в число паразитозов, подлежащих официальной регистрации.

Растёт и удельный вес заболевания в структуре заболеваемости редкими гельминтозами. Если в 2007 году дирофиляриоз имел удельный вес 8 % и был зарегистрирован в 20 регионах страны, то в 2008 при общем снижении заболеваемости редкими гельминтозами на территории России на 19,4 % удельный вес составил уже 12,2 %. Всего же за два года заболевание было зарегистрировано в 28 субъектах РФ.
В некоторых регионах дирофиляриоз уже не считается редкой болезнью: в Ростовской области ежегодно выявляется от 1 до 12 случаев.

## Эпизоотология
Источником инвазии для заражения комаров в синантропном очаге являются инвазированные дирофиляриями домашние собаки, реже кошки, в природном очаге — представители семейств Felidae и Canidae.
Заражение человека и животных происходит в период активности различных видов комаров с мая по сентябрь, с незначительными колебаниями в зависимости от географической зоны. Увеличение числа бродячих животных, массовая их миграция в природе и населённых пунктах, процесс урбанизации и потепление климата способствуют возрастанию передачи дирофиляриоза от диких плотоядных к домашним животным и человеку.
Поражённость городских собак дирофиляриозом, например, в Ростове-на-Дону колеблется от 3,6 до 30,0 % в отдельных очагах (школа служебного собаководства МВД России, приют для бродячих собак и др.).
Наибольшая поражённость личинками дирофилярий была выявлена у комаров рода Aedes (31 %) и Culex (17 %), у видов рода Anopheles— 2,5 %.
В условиях городской квартиры передача инвазии при наличии больной собаки или кошки может осуществляться круглогодично «подвальными» комарами рода Culex (C. p. molestus).
В ряде городов Европейской части России население столкнулось с новой для них проблемой — нападением комаров на людей и животных в зимние месяцы. Комары залетают в квартиры по вентиляционной системе современных многоэтажных зданий с центральным отоплением.
Самки комаров C. p. molestus питаются на человеке и домашних животных, главным образом, ночью. Личинки этих комаров развиваются в лужах воды, появляющихся в тёплых подвалах зданий в результате утечки воды из труб или при фильтрации почвенных вод вследствие неудовлетворительной гидроизоляции фундамента. Самки C. p. molestus автогенны, то есть заканчивают первый гонотрофический цикл и откладывают первую яйцекладку без предварительного питания кровью, используя для развития яичников запас питательных веществ, полученный ещё на фазе личинки. Поэтому популяция C. p. molestus в подвале может поддерживаться длительное время и без питания их на человеке. Однако второй гонотрофический цикл эти комары могут проделывать только после приёма порции крови человека или животного. В связи с чем увеличивается эпидемическая опасность в отношении круглогодичной передачи инвазии дирофилярий.
Потенциальная эпидемическая опасность комаров как специфических переносчиков дирофиляриоза подтверждается энтомологическими исследованиями путём вскрытия комаров с целью обнаружения у них личинок дирофилярий.
В весенне-летний период значительно увеличивается риск заражения людей дирофиляриозом.
За счёт миграционных процессов возникают благоприятные социально-экологические предпосылки для нарастания темпа эпизоотического процесса. В Нижнем и Среднем Поволжье он достигает 16 % и характеризуется круглогодичной заболеваемостью собак с выраженными сезонными эпизоотическими добавками в апреле-июне и октябре-ноябре.

## Патоморфогенез и клинические аспекты у животных
Из всех животных, подверженных паразиту, наиболее изучен дирофиляриоз у домашних собак.
Микроскопические исследования паренхиматозных органов и тканей собак, а также исследования проб крови животных показали, что под воздействием паразита в организме собаки происходят серьёзные изменения. Стенки сосудов, в которых обитают микрофиллярии, утолщены, просветы капилляров — сужены, нередко вокруг капилляров встречаются кровоизлияния. В мышечной ткани наблюдается зернистое перерождение, в большинстве случаев поперечная исчерченность нарушена.
В больших количествах микрофиллярии обнаруживаются в просветах сосудов лёгочных тканей, что порой приводит к кровоизлияниям размером в одну-две альвеолы. Сосудистая сеть печени сильно гиперемирована, в просветах сосудов обнаружено много распавшихся эритроцитов.
Клинически заболевание приводит к расстройству функции дыхания, при поражении печени развивается печёночный синдром. При локализации паразита в лёгочных артериях часто возникает воспаление и пневмония. Паразитирование от 25 до 60 экземпляров D. immitis приводит к затруднению кровотока, большее количество паразитов приводит к их миграции в правый желудочек, правое предсердие и полую вену, что может привести к синдрому полой вены, который выражается во внутрисосудистом гемолизе и шоке. При синдроме полой вены дирофиллярии могут блокировать артерии, повышая давление в кровеносных сосудах печени, что приводит к гемолизу, анемии, гемоглобинурии и билирубинемии.
Одним из основных клинических признаков дирофиляриоза является слабый сухой кашель. Служебные собаки при дирофиляриозе начинают быстро уставать, падает работоспособность и активность, у них развивается диспноэ, может наступить коматозное состояние. Другими клиническими признаками болезни являются паралич сердца, асцит, отёк конечностей. Часто наблюдается истощение несмотря на хороший аппетит, анемичность. Иногда при диагностике дирофиляриоза, вызванного D. immitis, помогает аускультация сердца и лёгких, однако нарушения в работе этих органов не всегда прослушиваются.
Клинические признаки заражения D. repens обычно проявляются в форме утолщений кожи, подкожных узелков и дерматитов.
При слабой инвазии болезнь протекает бессимптомно, что способствует распространению инвазии. Симптомы дирофиляриоза начинают выраженно проявляться у собак при наличии у них не менее 25 взрослых дирофилярий, поэтому иногда клинические признаки болезни могут отсутствовать в течение нескольких лет, в то время как в крови обнаруживаются микрофилярии. Степень проявления симптомов зависит от различных факторов: количества взрослых дирофилярий в организме животного, длительности инвазии, анатомической локализации гельминтов, индивидуальной восприимчивости, вторичных изменений в органах (печень, почки и т. д.).
Украинские исследователи выделили четыре основных синдрома дирофиляриоза собак: интоксикационный, кожный, псевдоопухолевый и правожелудочковую недостаточность. Наиболее характерным считается кожный, проявляющийся в виде облысения, припухлостей, множественных пустул, содержащих серозный гной.
Особенностью паразитирования D. repens являются менее выраженные изменения показателей крови, чем в случае с D. immitis, часто показатели крови собак, поражённых D. repens практически не отличались от показателей здоровых собак.

## Клинические аспекты дирофиляриоза у людей
Вероятность инвазии не зависит от возраста человека, а зависит по большей части от возможности контакта с заражёнными комарами, в пике активности которых и происходит наибольшее число заражений.
Период клинической инкубации зависит от реактивности организма и скорости роста паразита и составляет от одного месяца до нескольких лет. В подавляющем большинстве случаев обнаруживается единственная особь — неполовозрелая самка, поэтому микрофилярии у людей не описаны, но не исключены полностью.
Примерно спустя 6 месяцев после заражения паразит достигает максимальных размеров и располагается внутри воспалённого узла. Как правило, гельминт располагается в соединительнотканной капсуле, содержащей серозно-гнойный экссудат, белок и эозинофильные и нейтрофильные лейкоциты, которыми инфильтрирована жировая клетчатка с добавлением макрофагов и фибробластов. В абсолютном большинстве случаев паразиты находятся под кожей или слизистыми, хотя встречаются сообщения о поражении лёгких и плевры. Червь может погибнуть и постепенно разрушаться.
Обычно спустя несколько дней после укуса заражённым комаром на месте укуса возникает небольшое уплотнение размером с просяное зерно, иногда сопровождающееся зудом. Вскоре зуд и уплотнение могут исчезнуть, однако в дальнейшем уплотнение появляется снова и увеличивается, достигая диаметра 0,5-4,0 см. Кожа над уплотнением обычно незначительно гиперемирована, иногда отмечается умеренная отёчность. Развивающийся вторичный воспалительный процесс приводит к появлению зуда от умеренного до очень сильного, болям и при покое и при пальпации.
Характерным симптомом дирофиляриоза является миграция возбудителя — перемещение уплотнения или самого гельминта под кожей, которое отмечается у 10—40 % инвазированных. Расстояние, на которое перемещается дирофилярия, составляет несколько десятков сантиметров, скорость перемещения — до 30 см за 1-2 суток. Описано перемещение паразита с кожи правого подреберья через левую надключичную область и левую часть нижней челюсти до конъюнктивы левого глазного яблока. При миграции паразита в подкожной клетчатке после каждого его перемещения на новом месте появляется новое уплотнение, а на старом месте его пребывания никаких следов не остаётся. Усиление миграции происходит при воздействии на кожу токами УВЧ при физиотерапии, а также после прогревания компрессами или согревающими мазями.
Специфическим признаком дирофиляриоза являются ощущения шевеления и ползания живого «червя» внутри уплотнения, опухоли или подкожного узла. У многих больных инвазия имеет рецидивирующее течение с фазами затихания и обострения процесса. При несвоевременном удалении гельминта может происходить развитие абсцесса в месте его локализации.
В ряде случаев больные извлекают гельминта при расчёсах кожи, или в результате спонтанного вскрытия гнойника гельминт выходит наружу самостоятельно.
Интересен тот факт, что преобладает правосторонняя локализация гельминта.
Другими симптомами заболевания могут быть головная боль, тошнота, слабость, повышенная температура, сильные боли в месте локализации гельминтов с иррадиацией по ходу нервных стволов. Эозинофилия периферической крови в отличие от многих других гельминтозов не характерна для дирофиляриоза.
После извлечения гельминта у человека обычно клинические признаки исчезают.

### Поражения органов зрения
Около 50 % всех зарегистрированных случаев приходится на дирофиляриоз с локализацией возбудителя под кожей век, в слизистой оболочке и под конъюнктивой, реже — в глазном яблоке. Выявляются взрослые особи — самки, реже самцы.
При глазном дирофиляриозе поражаются веки, конъюнктива, передняя камера, склера, глазница. При поражении кожи бровей и век развивается отёк по типу Квинке, связанный с паразитированием самки/самца дирофилярии в подкожной клетчатке. Веки резко отёчны, пастозны, малоподвижны, закрывают глаз, иногда отмечается зуд разной интенсивности и слезотечение от умеренного до очень сильного, боль в покое и при пальпации. У некоторых пациентов возникает ощущение инородного тела в глазу, шевеления в области уплотнения и выпячивания глаза. Характерны гиперемия кожи век, птоз и блефароспазм. Под кожей образуются плотные узелки, гранулёма или опухоль. Некоторые пациенты замечают присутствие дирофилярии в конъюнктиве глаза, смотрясь в зеркало. Острота зрения обычно не снижается. Иногда может повышаться внутриглазное давление.
При поражении конъюнктивы и конъюнктивального мешка развивается конъюнктивит, который в результате движения гельминта сопровождается сильными жгучими болями, слезотечением и зудом.
Конъюнктива отёчна, гиперемирована в течение нескольких суток, через неё видно извитое тело гельминта. Все явления бесследно исчезают после того, как он мигрирует в глазницу или удаляется хирургически.
Поражение передней камеры глаза возникает при проникновении в неё взрослой дирофилярии, которая обнаруживается по характерным движениям. Поражению глазницы способствует развитие и образование гранулёмы вокруг гельминта, что может привести к экзофтальму и диплопии (удвоению изображения). Поражение глазного яблока протекает более тяжело, сопровождается снижением остроты зрения, при этом иногда отмечается перед глазом «движущийся червь, пиявка».
К осложнениям глазного дирофиляриоза относятся локальные вторичные воспалительные процессы. Описано два случая отслойки сетчатки у пациенток с локализацией паразитов в склере и стекловидном теле со снижением остроты зрения с 1,0 до 0,2.

## Диагностика

### Диагностика у животных
Диагностика дирофиляриоза у животных обычно основывается на обнаружении и идентификации микрофилярий в крови с помощью различных методик. Также следует принимать во внимание историю болезни животного и выраженность внешних клинических признаков инвазии.
В современной лабораторной диагностике используют следующие методы:
1. Прямое исследование крови — однако метод эффективен только в случае высокой концентрации микрофилярий в крови. Другим недостатком метода является невозможность идентификации вида паразита.
2. Методы концентрации:

- метод J.I. Knott с использованием 1 мл свежей крови и 10 мл 2 % раствора формалина;
- метод с использованием 1 мл 2 % раствора сапонина;
- метод выявления микрофилярий с применением гематокрита;
- метод с использованием 5 % раствора уксусной кислоты: Кровь берут из вены в любое время суток в количестве 1—2 мл в центрифужные пробирки, куда заранее наливают 10 мл 1%-ной уксусной кислоты. После гемолиза крови смесь центрифугируют в течение 2—3 минут при 1500 оборотов в минуту. Поверхностный слой жидкости сливают, из осадка готовят несколько мазков на предметных стёклах и микроскопируют их в нативном виде при малом увеличении. Положительные препараты, после их высыхания, фиксируют любыми фиксаторами (спирт, смесь Никифорова) и окрашивают краской Романовского — Гимза по общепринятой методике в течение 30—40 минут. Далее их осторожно промывают водой, высушивают и микроскопируют сначала при малом увеличении микроскопа, подсчитывают количество личинок, затем идентифицируют их до вида под иммерсией.

### Диагностика у человека
Человек является случайным хозяином паразита, в его организме не происходит развития червя до стадии микрофиляриемии, что не позволяет применять те же методы диагностики, что и для животных. Поэтому диагностика дирофиляриоза у человека основывается на комплексном анализе эпидемиолого-эпизоотологических данных, клинических и лабораторных исследований.
Единственным визуальным методом диагностики является самоосмотр больных, однако он зачастую оказывается малоэффективным. В зависимости от локализации патологического процесса больные обращаются к врачам самого разного профиля: хирургам, онкологам, окулистам, отоларингологам, инфекционистам, терапевтам и другим, которые зачастую оказываются недостаточно информированными в отношении дирофиляриоза. В результате после первичного приёма больным выставляют клинический диагноз, не связанный с паразитарной этиологией а именно: атерома, флегмона, фиброма, фурункул, киста, опухоль и так далее. При поражении органов мошонки — фуникулит, ущемлённая паховая грыжа, гиперемированная мошонка.
Так по сообщениям из Полтавской области Украины из 5 пациентов с подтверждённым дирофиляриозом у всех 5 при первичном обращении к специалистам (хирургам, окулистам, ЛОР-врачам и так далее) гельминтоз своевременно не был выявлен.
Данные эпидемиологического анамнеза имеют важное значение в диагностике дирофиляриоза. Пребывание на территории, эндемичной в отношении дирофиляриоза, в сезон активности комаров при наличии специфических симптомов и клинических проявлений болезни может помочь заподозрить дирофиляриоз и после хирургического извлечения гельминта подтвердить диагноз путём морфологического исследования и идентификации возбудителя.
Важное диагностическое значение имеет сезонность клинических проявлений заболевания (с ранней инкубацией в 1—3 месяца) в июне—июле и сентябре—октябре при заражении человека в текущем году и с более длительной инкубацией (7—8 месяцев) при заражении человека в предыдущем году. С этими сроками согласуются и сроки обращения инвазированных за медицинской помощью. Различаются сроки клинических проявлений болезни (от 1 до 7—8 месяцев и более) от срока удаления дирофилярий (от 0,5 до 1—2 лет) из организма человека.
Диагноз дирофиляриоза иногда устанавливают на операционном столе, когда живой гельминт выходит наружу самостоятельно или выделяется хирургом из удалённой ткани при её ревизии или случайном разрезе полости поражённого узла или гранулёмы.

#### Клиническая диагностика
Клинический диагноз основывается на клинических проявлениях, которые при подкожном дирофиляриозе у людей весьма разнообразны и связаны с локализацией дирофилярий — от поражения органа зрения до поражения половых органов.
Поражение кожи и подкожной соединительной ткани возникает в разных частях тела человека. Первый симптом заболевания — болезненная опухоль, в которой ощущается зуд и жжение разной степени интенсивности. Некоторые больные отмечают «особые» ощущения сразу же после инфективного укуса комара, выражающиеся в необычном чувстве распирания и очень сильном длительном зуде в месте укуса.
Другими симптомами заболевания могут быть головная боль, тошнота, слабость, повышенная температура, сильные боли в месте нахождения гельминта с иррадиацией по ходу нервных стволов.
В дооперационной диагностике дирофиляриоза применяется УЗИ, позволяющее выявить дополнительное объёмное образование овальной или веретенообразной формы.

#### Лабораторная диагностика
Современным методом диагностики лёгочного дирофиляриоза является иммуногистохимическое исследование с антителами против фактора VIII (поликлональные, в разведении 1:800) с использованием стандартного стрептовидинбиотинового пероксидазного комплекса.
Разработаны методы иммуноферментного анализа, позволяющие выявить соматические антигены паразитов. Подобное исследование позволяет оценить масштабы поражения популяции в целом. Так исследования, проведённые в Италии, показали, что 10,7 до 25 % населения имеют положительные сыворотки крови к D. repens, что свидетельствует о широком распространении заболевания в стране.
Ещё одним методом лабораторной диагностики дирофиляриоза является полимеразная цепная реакция (ПЦР). D. repens имеет повторяющиеся участки ДНК, а D. immitis — кутикулярный антиген, которые могут быть использованы для диагностики этих видов дирофилярий с помощью ПЦР. Ещё одним достоинством подобного метода является возможность идентификации вида гельминта в регионах, где одновременно распространены разные виды дирофилярий, например, одновременно D.repens и D.immitis в некоторых провинциях Италии.
Метод иммуноблота позволяет выявить как соматические антигены взрослых паразитов, так и секреторно-экскреторные комплексы личинок. Однако чувствительность к антигенам личинок 3-й стадии низкая.
Ещё одним перспективным методом идентификации взрослых особей гельминтов, а также микрофилярий в крови окончательных хозяев и личинок в переносчиках (комарах) является клонирование фрагментов генома.
Анализ крови
У лиц, болеющих дирофиляриозом, в крови отмечается высокий уровень Ig G. Эозинофилия периферической крови при дирофиляриозе не является характерной, из-за отсутствия сенсибилизации организма, но в отдельных случаях она бывает увеличенной в пределах 8—11 %.

#### Паразитологическая диагностика
Паразитологический диагноз основывается на морфологической характеристике возбудителя с идентификацией вида и пола, измерении размеров длины и ширины тела, а также изучении соотношения внутренних органов и степени зрелости половой системы. Следует обращать внимание на возможное нахождение микрофилярий в матке половозрелой самки при отсутствии микрофилярий в крови человека, а также учитывать локализацию паразита.
При микроскопическом исследовании срезов часто обнаруживается очаг хронического воспаления, в центре которого находится свёрнутая в клубок нематода — круглый червь, многократно срезанный в поперечном или косом направлении. Дифференциальный морфологический диагноз дирофилярий в гистологических срезах проводится по наличию кутикулярных «шипов», соответствующих вершинам продольных гребней на кутикуле нематоды. Для дирофилярий они являются одним из характерных диагностических признаков. Внутри среза хорошо просматриваются внутренние органы, в том числе половые трубки.

## Лечение
Поскольку обычно в теле человека паразитирует только один червь, в большинстве случаев неполовозрелый, который не отрождает микрофилярии, то применение микрофилярицидных препаратов не показано.
Некоторые авторы рекомендуют применение антигельминтных препаратов: доза ивермектина, а затем 3 дозы диэтилкарбамазина, в случае если удаётся поставить достоверный диагноз без хирургического вмешательства. Однако, в большинстве случаев окончательный диагноз дирофиляриоза устанавливается уже после проведения операции по морфологическому изучению изъятого паразита. А в случае гибели паразита после химиотерапии у больного возможны токсико-аллергические реакции.
Оптимальный метод лечения — полное хирургическое удаление гельминта.
Никаких специальных диет, либо ограничений подвижности не требуется.

### Лекарственные средства
Поскольку паразит биохимически отличается от человека, то возможно воздействие препаратами, токсичными для паразитов, их яиц и личинок. Механизмы воздействия могут быть следующими:
- Торможение полимеризации тубулина;
- Нервно-мышечная блокада;
- Ингибирование холинэстеразы;
- Повышение проницаемости клеточной мембраны, приводящее к потере внутриклеточного кальция.

## Профилактика
Мероприятия в очаге инвазии направлены на снижение численности комаров и популяции бродячих собак, кошек и других плотоядных.
Профилактика заражения людей и животных дирофиляриями основывается в первую очередь на прерывании трансмиссивной передачи инвазии и складывается из нескольких направлений: истребление комаров, выявление и дегельминтизация инвазированных домашних собак, предотвращение контакта комаров с домашними животными и человеком.

### Истребление комаров
Очаги дирофиляриоза формируются возле водоёмов с чистой водой вблизи населённых пунктов при наличии в радиусе одного-двух километров большого количества бродячих собак и диких плотоядных животных. В таких местах (парковая зона, зоны отдыха людей и выгула собак, питомники собак), где формируются стойкие очаги дирофиляриоза в городах и сельских населённых пунктах специалисты энтомологической службы обеспечивают наблюдение за фенологией, экологией и видовым составом переносчиков дирофиляриозов, определяют сроки выплода и массового вылета комаров. Устанавливают и определяют с территориальными органами исполнительной власти сроки и объём истребительных работ как с личинками, так и со взрослыми комарами. В очагах дирофиляриоза проводят сплошную обработку водоёмов — деларвацию, жилые и нежилые помещения обрабатывают инсектицидами.

### Выявление и дегельминтизация собак
Обследование и дегельминтизацию инвазированных домашних собак проводят в весенне-летний период в ветеринарных организациях. Собакам, свободным от инвазии в эндемичной зоне, для предотвращения заболевания дирофиляриозом применяют химиопрофилактику теми же антигельминтиками, что и при лечении. Наиболее удобными являются препараты, которые можно применять не чаще 2-х раз за период лёта комаров. Например, препараты типа селамектин, моксидексин, левамизол, ивермектин, вермитан (альбендазол), дектомакс, новомек, отодектин.
Согласно современным данным, даже в регионах, где пока не было зафиксировано ни одного случая дирофилляриоза у людей, частота заболевания у собак достигает почти 11 %.

### Предотвращение контакта комаров с домашними животными и человеком
Для этих целей наиболее удобны в применении репелленты длительного действия в форме спрея, пудры, эмульсии, лосьона.

## Прогноз
Прогноз заболевания условно благоприятный при своевременной диагностике и адекватном лечении заболевание полностью излечивается, трудоспособность полностью восстанавливается. Токсико-аллергические реакции у человека при дирофиляриозе обычно не развиваются даже при длительном сроке инвазии в связи с отсутствием микрофиляремии. Интоксикация возникает лишь в случае гибели паразита или при нагноении инфильтрата.

### Рекомендуемая литература
- Авдюхина Т. И., Постнова В. Ф., Абросимова Л. М. и др. Дирофиляриоз (D.repens) в Российской Федерации и некоторых странах СНГ: ситуация и тенденция её изменения // Мед. паразитол.. — 2003. — № 4. — С. 44—48.
- Авдюхина Т. И., Лысенко А. Я., Супряга В. Г., Постнова В. Ф. Дирофиляриоз органа зрения: реестр и анализ 50 случаев в Российской Федерации и странах СНГ // Вестник офтальмологии. — 1996. — № 3. — С. 35—39.
- Авдюхина Т. И., Супряга В. Г., Постнова В. Ф. и др. Дирофиляриоз в странах СНГ: анализ случаев за 1915—1996 годы // Мед. паразитол.. — 1997. — № 4. — С. 3—7.
- Артамонова А. А. Случаи дирофиляриоза в Ростовской области // Гельминтозы человека: Республ. сб. Л.. — 1989. — С. 92—95.
- Артамонова А. А., Нагорный С. А., Стрельникова Г. В., Левченко Л. В. Дирофиляриозы у людей и собак в Ростовской области // Тез. докл. VII Всесоюзного съезда общества эпидемиологов, микробиологов, паразитологов. — М., 1997. — Т. 1. — С. 326—327.
- Артамонова А. А., Нагорный С. А., Строкатова Н. А. Проблемы дирофиляриоза на Северном Кавказе // Тез. докл. Всерос. симпозиума «Роль Российской гельминтологической школы в развитии паразитологии». — М., 1997. — С. 4—5.
- Архипова Д. Р. Биология дирофилярий и эпизоотология дирофиляриоза собак в степной зоне юга России : Автореф. дис. … канд. биол. наук / Архипова Д. Р.. — Н. Новгород, 2003. — С. 26.
- Бронштейн А. М., Супряга В. Г., Лучшев В. И. и др. Дирофиляриоз человека, вызываемый Dirofilaria (Nochtiella) repens, — новая «возникающая» инфекция в Московском регионе // Сб. «Инфекционные и паразитарные болезни в современном обществе. Клинико-лабораторное обеспечение инфектологии». — М., 2003. — С. 35—36.
- Дирофиляриоз человека в Московском регионе // Мед. паразитол. — 2003. — № 3. — С. 51—56.
- Случай дирофиляриоза стекловидного тела // Офтальмохирургия. — 1992. — № 4. — С. 59—62.
- Дирофиляриозы плотоядных // Ветеринария. — 2000. — № 8. — С. 6—8.
- Дирофиляриоз в Астраханской области // Лечащий врач. — 2001. — № 1. — С. 55—56.
- Эпизоотология, диагностика и лечение дирофиляриоза у собак // Тез. докл. 7-й международной конф. по проблемам вет. мед. мелких домашних животных 3—5 марта 1999 г., Москва. — М., 1999. — С. 148—150.
- Клиническая паразитология: Руководство / Под общей ред. Н. Я. Лысенко. — Женева, ВОЗ, 2002.
- Методические рекомендации по клинике, диагностике, лечению и профилактике филяриатозов (для врачей леч.-проф. учреждений). — М., 1979. — С. 13—16.
- Редкий случай локализации дирофиляриоза у человека // Хирургия. — 1991. — № 7. — С. 127.
- Пленкина Л. В., Смирнова Е. А. Заболеваемость дирофиляриозом в Нижегородской области // Сб. «Основные достижения и перспективы развития паразитологии». — М., 2004. — С. 236—237.
- Постнова В. Ф., Ковтунов А. И., Абросимова Л. М., Авдюхина Т. И. и др. Новые случаи дирофиляриоза человека // Мед. паразитол.. — 1997. — № 1. — С. 6—9.
- Профилактика паразитарных болезней на территории Российской Федерации. СанПиН 3.2.1333-03 / МЗ России. — М., 2003. — С. 42—43.
- Руководство по эпидемиологическому надзору за малярией в Российской Федерации. — М.: ИМПиТМ МЗ РФ, 2000. — С. 120.
- Савченко А. П. Дирофиляриоз человека на Северном Кавказе // Сб. «Проблемы паразитологии». — Киев: «Наукова думка», 1972. — С. 205—206.
- Скрябин А. К., Сальман Г. Я. Первый случай обнаружения нематоды Dirofilaria repens Railliet et Henry, 1911 (Spirurida, Filariidae) у человека в Крыму // Мед. паразитол.. — 1979. — № 4. — С. 76—77.
- Скрябин К. И. Филяриидозные заболевания человека в СССР // Мед. паразитол.. — 1940. — Т. IX, № 1—2. — С. 119—127.
- Скрябин К. И., Шихобалова Н. П. Филярии животных и человека. — М.: ОГИЗ — Сельхозгиз, 1948. — С. 152—180.
- Скрябин К. И., Шихобалова Н. Б., Соболев А. А. Определитель паразитических нематод. Спирураты и филяриаты. — М.—Л.: Из-во Академии наук СССР, 1949. — С. 298—305.
- Сонин М. Д. III часть // Основы нематодологии. Филяриаты животных и человека и вызываемые ими заболевания. — М.: «Наука», 1975. — Т. 24. — С. 237—273.
- Супряга В. Г., Старкова Т. В., Короткова Г. И. Клинический и паразитологический диагноз дирофиляриоза человека // Мед. паразитол.. — 2002. — № 1. — С. 53—55.
- Супряга В. Г., Старкова Т. В., Сабгайда Т. П. и др. Изучение дирофиляриоза в России // Сб. «Основные достижения и перспективы развития паразитологии». — М., 2004. — С. 304—306.
- Сухова М. В. Эпизоотологический надзор при дирофиляриозе плотоядных в условиях Среднего и Нижнего Поволжья : Автореф. дисс. канд. … вет. наук / Сухова М. В.. — Н. Новгород, 2002. — С. 22.
- Ястреб В. Б., Абалихин Б. Г., Крючкова Е. Н. Гельминтофауна хищников дикой природы Центрального района России // Сб. «Теория и практика борьбы с паразитарными болезнями». — М., 2003. — Вып. 4. — С. 512—514.
- Яцкова Г. Н., Хропова М. Л., Моторина Г. А., Лосихин Е. И. О заболеваемости дирофиляриозом в Липецкой области // Сб. «Гигиеническая наука и практика в решении вопросов обеспечения санэпидблагополучия населения в Центральных регионах России: Научн. труды Федер. научного Центра гигиены им. Ф. Ф. Эрисмана  / Под редак. Акад. РАМН, проф. А. И. Потапова». — Липецк, 2003.. — Вып. 8. — С. 552—554.